# HD79781
HD79781 — хімічно пекулярна зоря спектрального класу F0, що має видиму зоряну величину в смузі V приблизно  8,6.
Вона  розташована на відстані близько 1045,4 світлових років від Сонця.

## Фізичні характеристики
Телескоп Гіппаркос зареєстрував фотометричну змінність  даної зорі з періодом    0,13 доби в межах від  Hmin= 8,75 до  Hmax= 8,64.